# Université de Montréal
Ne doit pas être confondu avec Université du Québec à Montréal ou Université McGill.
 (juillet 2023).
L'Université de Montréal (UdeM) est une université publique canadienne du Québec. Elle est l'un des sept établissements d'enseignement supérieur ayant leur siège social à Montréal, ainsi que l'une des cinq grandes universités du Canada et la deuxième en nombre d'étudiants. Parallèlement, l'Université de Montréal est la plus importante dans tout le monde francophone pour le nombre d'étudiants ainsi que pour la recherche, et bénéficie d'une grande réputation en tant que l'une des meilleures institutions post-secondaires de langue française.
L'institution comprend treize facultés, plus de soixante départements et deux écoles affiliées : l'école d'ingénierie Polytechnique Montréal et l'école de commerce HEC Montréal, constituant ainsi un des plus gros complexes universitaires d'Amérique du Nord. Elle offre plus de 600 programmes de premier cycle et de deuxième cycle, dont 82 programmes de doctorat.
En 2022, elle a été reconnue 88e meilleure université au monde selon le classement annuel du Times Higher Education sur les plus de 1 000 établissements évalués ainsi que 38e du QS World University Ranking concernant la recherche.
L'université compte parmi ses anciens étudiants un prix Nobel, une médaille Fields, un prix Wolf, un ancien premier ministre du Canada ainsi qu'une ancienne gouverneure générale du Canada.

## Historique
En 1836, le diocèse de Montréal, qui jouera un rôle important dans l'histoire de l'Université de Montréal, est établi. En 1843, l'École de médecine et de chirurgie de Montréal – qui peut octroyer des grades – est créée; en 1851 est créée l'École de droit.

### Université Laval à Montréal

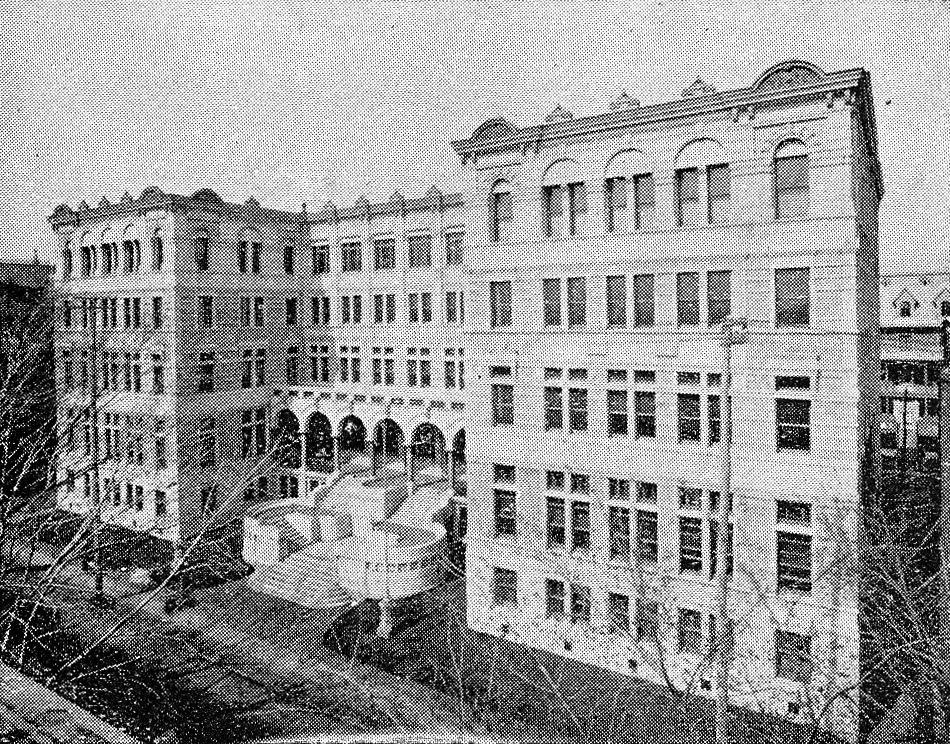
L'Université Laval à Montréal (vers 1895), sur la rue Saint-Denis.

Des médecins anglais fondent en 1843, l’École de médecine et de chirurgie de Montréal (School of Medicine and Surgery of Montreal), affiliée à l'Université Victoria de Cobourg (Ontario). D'abord en anglais puis avec des professeurs et des classes francophones, elle finit par devenir entièrement francophone, mais elle n'avait pas le droit de distribuer des grades. Les autoritées politiques refusaient la création d'université dans le Bas-Canada, d'où l'affiliation à une université du Haut-Canada. Après l'Acte d'Union (1840), la reine Victoria accorda, en 1852, une Charte royale créant l'Université Laval. En 1878, l'Université Laval de Québec ouvre une annexe à Montréal avec une charte papale. La première université francophone de Montréal, elle compte trois facultés, toutes situées dans le Vieux-Montréal :
- Théologie (au grand séminaire) ;
- Droit (au cabinet de lecture des sulpiciens) ;
- Médecine (au château Ramezay).

L'archevêque de Québec, Mgr Taschereau, a ainsi prévalu sur l'évêque de Montréal, Mgr Bourget, qui, lui, voulait une université autonome dans sa ville.
L'éducation au Québec suivant alors le modèle français, le niveau secondaire s'effectuait dans des collèges classiques. Ces derniers variaient grandement en qualité, forçant l'Université Laval à Montréal à ouvrir un collège préparatoire pour harmoniser le niveau de ses élèves en 1887. Ce dernier deviendra plus tard la Faculté des arts en 1927 et sera l'ancêtre des cégeps. En 1873, sont fondées une école de génie, nommée l'École polytechnique et, en 1907, l'École des hautes études commerciales (HEC). Elles seront par la suite affiliées à l'Université de Montréal.
Le 8 octobre 1895, l'université ouvre les portes de son nouvel immeuble, rue Saint-Denis, où se trouve aujourd'hui le pavillon Hubert-Aquin de l'Université du Québec à Montréal (UQAM). Le bâtiment a été conçu par la firme d'architectes montréalaise Perrault, Mesnard et Venne. L'intérieur de l'édifice est incendié en 1919. Réparé, il est occupé par l'université jusqu'au début des années 1940, puis détruit.

### Années difficiles

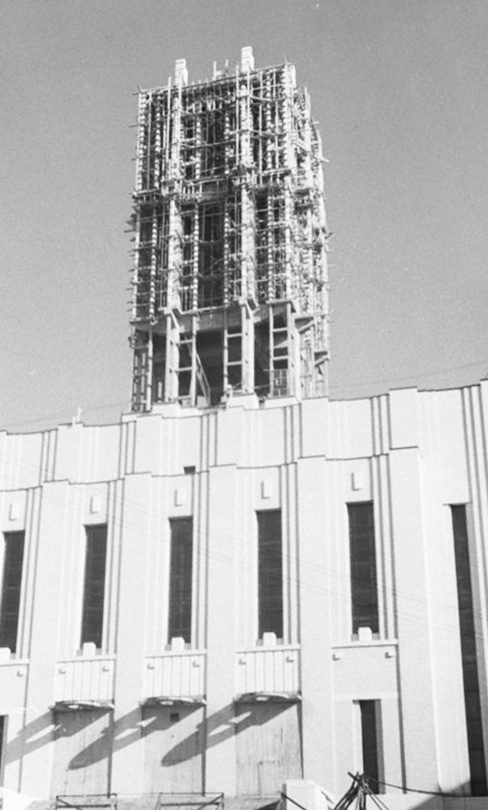
Construction de la tour du pavillon Roger-Gaudry en 1941.

Dès 1889, le Saint-Siège donne une autonomie administrative à cette succursale de l'Université Laval, qui peut désormais choisir ses professeurs et accorder ses propres diplômes. Mgr Bruchési réussit à obtenir du Saint-Siège l'autonomie totale de l'université le 8 mai 1919, laquelle sera désormais connue sous le nom d'« Université de Montréal ». Le 14 février 1920, une loi provinciale officialise le tout. La métropole devient enfin indépendante de la capitale. Cet enfantement se fait dans la douleur puisque trois incendies frappent les édifices de l'université entre 1919 et 1921, ce qui force à utiliser une partie des fonds amassés par souscription pour la reconstruction. Malgré tout, sept nouvelles facultés : philosophie, lettres, sciences, médecine vétérinaire, chirurgie dentaire, pharmacie ainsi que sciences sociales, économiques et politiques sont fondées, et les écoles affiliées sont intégrées entre 1920 et 1925. Selon son nouveau statut, elle est une université civile, et Édouard Montpetit est le premier laïc à fonder une faculté : celle des sciences sociales.
Contrairement aux universités anglophones comme l'Université McGill, l'UdeM avait des problèmes à faire des collectes de fonds pour deux raisons : la pauvreté relative de la population francophone de Montréal et la direction de l'université depuis Québec. L'autonomie aida grandement sur ce dernier point en développant un sentiment d'appartenance des Montréalais. Des fonds suffisants sont accumulés pour permettre, en 1930, de commencer la construction du nouvel édifice de l'UdeM sur le mont Royal selon les plans de l'architecte Ernest Cormier.

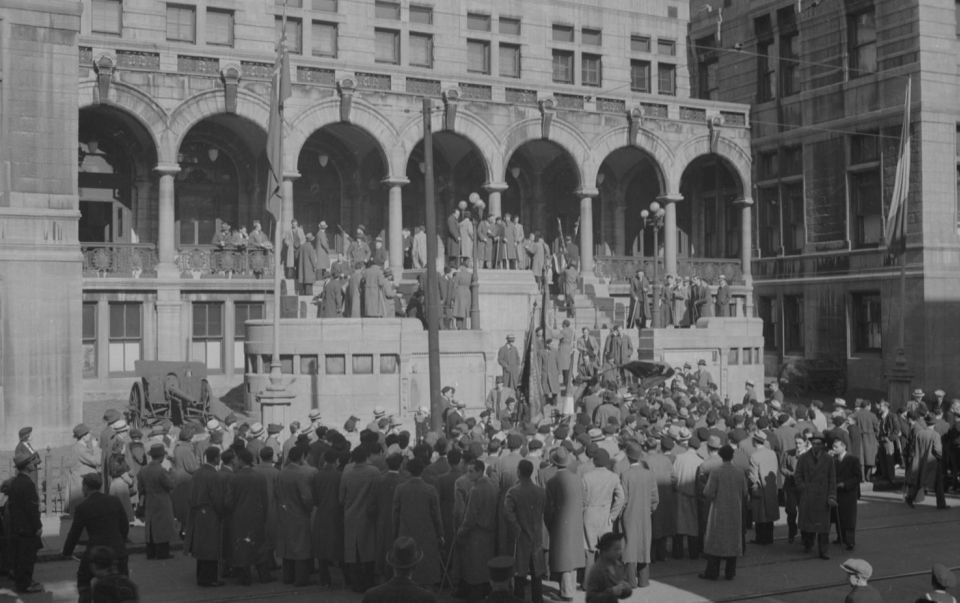
La rentrée des classes de l'automne 1937 sur le site de la rue Saint-Denis.

L'université, maintenant à l'étroit dans le quartier Latin, doit y déménager ses pénates, mais la crise économique des années 1930 met un frein à la construction dès 1931, et la direction songe même à vendre le bâtiment pour payer les salaires de ses employés et enseignants. En 1939, à cause des problèmes financiers, l'université est mise sous tutelle par le gouvernement provincial, et ce dernier injecte des fonds qui mèneront au redémarrage de la construction en 1941.
Elle ne s'installe donc sur le flanc du mont Royal qu'en 1943, 300 ans après que Maisonneuve y planta sa croix. Ses locaux partiellement inhabités servent à d'autres fins durant la Seconde Guerre mondiale. De 1943 à 1945, dans l'aile ouest du bâtiment principal, des scientifiques travaillent en secret sur un réacteur nucléaire dans le cadre du projet Manhattan. L'histoire nucléaire retiendra le nom du célèbre militant de la langue française en sciences Pierre Demers, bien qu'il y travaillât à son insu.

### Modernisation

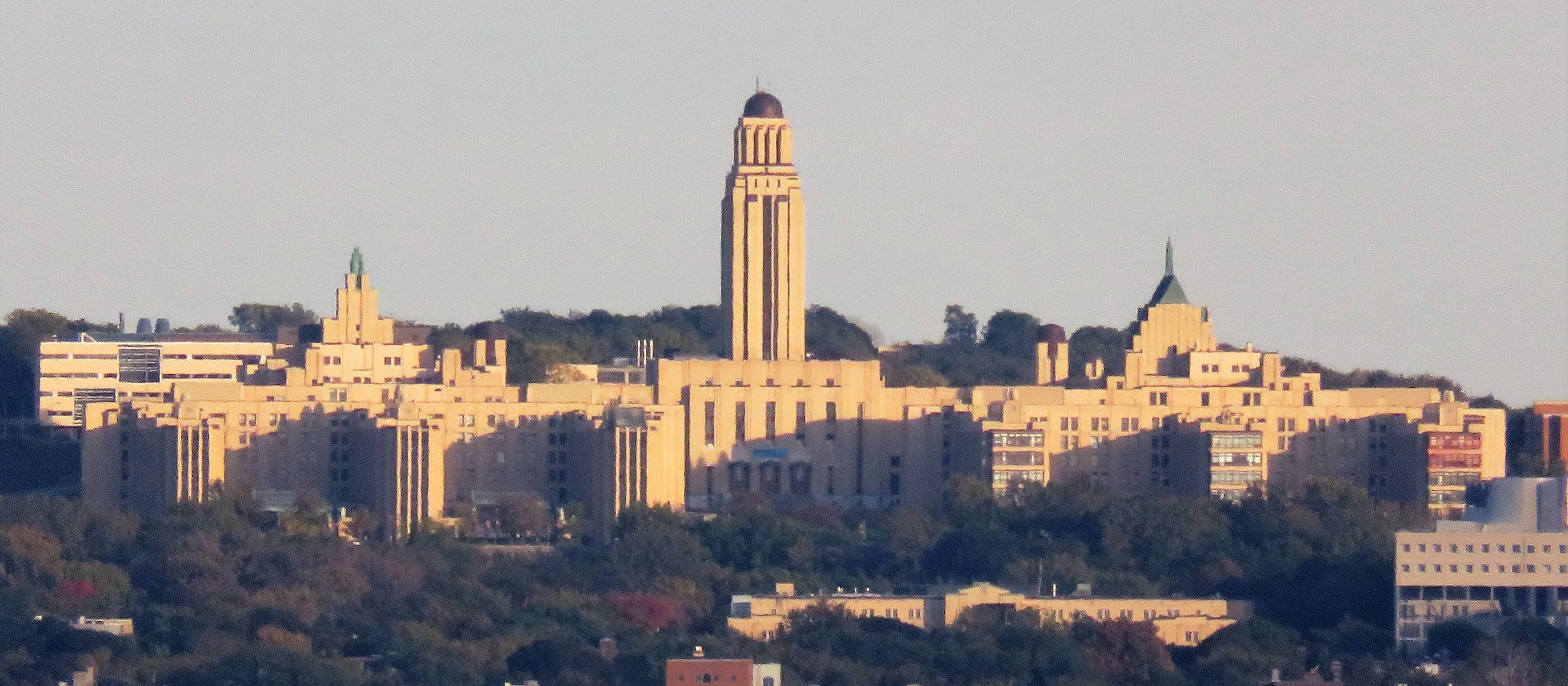
Pavillon Roger-Gaudry.

En 1965, Roger Gaudry, dont le pavillon principal porte aujourd'hui le nom, devient le premier recteur laïc et procède à la réorientation d'une université en plein essor. Avec le baby-boom et la Révolution tranquille, la communauté universitaire a plusieurs défis à relever. Le nombre d'étudiants passe de 6 000 en 1942, 9 000 en 1965 et à plus de 55 000 aujourd'hui.
Un événement marquant des dernières années est la tuerie de l'École polytechnique de Montréal. Le 6 décembre 1989, un homme, armé d'une carabine, s'introduit dans les bâtiments et abat 14 femmes, en lien avec sa profonde haine du féminisme, avant de s'enlever la vie. Depuis, le 6 décembre de chaque année, Polytechnique se souvient. Une fondation assure la commémoration annuelle de la tragédie, qui fit également une quinzaine de blessées. Une plaque sur la façade de l'immeuble rappelle en permanence le nom des victimes et la place du 6-décembre-1989, à l'angle de l'avenue Decelles et du chemin Queen-Mary, souligne la réalité de la violence faite aux femmes.
En 1999, l'Université de Montréal est devenue membre d'un consortium regroupant des universités afin d'offrir la bourse Loran aux futurs étudiants de 1er cycle. L'université offre à tous les boursiers de ce programme l'exemption des droits de scolarité.
En 2001, l'UdeM s'est associée à la fondation du Centre interuniversitaire de recherche sur le cycle de vie des produits, procédés et services (CIRAIG) à l'initiative de l'École polytechnique de Montréal et avec le concours de HEC Montréal.
En 2007, l'université affiche un déficit record de 19 millions de dollars. Au cours de l'année 2012, l'université essuie de nombreuses critiques de la part de la communauté universitaire concernant sa gestion des événements entourant la grève étudiante,. Le 3 septembre 2013, le gouvernement du Québec annonce qu'il investira 173,4 millions de dollars des 350 millions nécessaires à la mise en place du nouveau Complexe des sciences de l'Université de Montréal, au centre du campus MIL, sur le site de l'ancienne gare de triage d'Outremont. Le Complexe est inauguré le 20 septembre 2019.

## Armoiries, devise et drapeau

Drapeau de l'Université.

Les armoiries de l'Université de Montréal sont décrites en ces termes dans le langage héraldique : « D'azur à deux tours pointues d'or réunies par une courtine du même ton et surmontées à dextre d'une étoile d'or et à senestre d'une étoile d'argent ». Créées par le vice-recteur Émile Chartier, les armoiries comprennent deux tours rappelant les origines de l'enseignement donné à Montréal aux Nord-Amérindiens par les prêtres sulpiciens et les religieuses de la congrégation de Notre-Dame. Les étoiles d'or et d'argent sont les symboles de la foi et de la science, que la devise de l'Université proclame : « Fide splendet et scientia » (« Elle rayonne par la foi et la science »),. Le drapeau de l'institution reprend les armoiries et la devise.

## Gouvernance
Trois grands corps universitaires sont à la base de la gouvernance de l'Université de Montréal : le Conseil (regroupant le Conseil exécutif, le Secrétariat général ainsi que le Rectorat), l'Assemblée universitaire et la Commission des études. Le recteur est le premier dirigeant de l'université. Il est d'office le président du Comité exécutif et de l'Assemblée universitaire. En fonction depuis le 1er juin 2020 pour un mandat de cinq ans, le recteur actuel est Daniel Jutras.
| Années      | Recteur                         |
| ----------- | ------------------------------- |
| 1920 - 1923 | Mgr Georges Gauthier            |
| 1923 - 1934 | Mgr André-Vincent-Joseph Piette |
| 1934 - 1955 | Mgr Olivier Maurault            |
| 1955 - 1965 | Mgr Irénée Lussier              |
| 1965 - 1975 | Roger Gaudry                    |
| 1975 - 1985 | Paul Lacoste                    |
| 1985 - 1993 | Gilles Cloutier                 |
| 1993 - 1998 | René Simard                     |
| 1998 - 2005 | Robert Lacroix                  |
| 2005 - 2010 | Luc Vinet                       |
| 2010 - 2020 | Guy Breton                      |
| 2020 - ...  | Daniel Jutras                   |

## Institutions

### Écoles affiliées
L'Université de Montréal compte deux écoles affiliées, une spécialisée en ingénierie et l'autre en administration des affaires :
- Polytechnique Montréal
- HEC Montréal

La loi québécoise sur les universités considère que ces deux écoles sont des universités distinctes de l'Université de Montréal. Quand un tableau statistique utilise la classification légale, il est alors inexact d'y affirmer que l'Université de Montréal a environ 60 000 étudiants, puisqu'environ 20 000 d'entre eux sont déjà comptabilisés dans les deux autres universités.
Il y a d'autres situations où ces trois universités se présentent comme distinctes : par exemple, l'organisme de financement Campus Montréal se présente comme une coentreprise de ces trois universités.

### Facultés et écoles parafacultaires
En plus des deux écoles affiliées, l'UdeM compte 11 facultés et deux écoles[source insuffisante] parafacultaires, c'est-à-dire pleinement intégrées à l'Université, mais non subordonnées à une faculté : 
- Faculté de l'aménagement
- Faculté des arts et des sciences
- Faculté de droit
- Faculté de l'apprentissage continu
- Faculté de médecine
- Faculté de médecine dentaire
- Faculté de médecine vétérinaire
- Faculté de musique
- Faculté de pharmacie
- Faculté des sciences de l'éducation
- Faculté des sciences infirmières
- École d'optométrie
- École de santé publique

### Unités de recherche
L'Université de Montréal compte plus de 400 unités destinées à la recherche, qu'il s'agisse de centres facultaires, de chaires de recherche, de centres de recherche hospitaliers, de consortiums de recherche, etc..

#### Centre de recherches mathématiques (CRM)
Fondé en 1969 par André Aisenstadt, le Centre de recherches mathématiques de l'Université de Montréal a pour mission d'être un centre national pour la recherche fondamentale en mathématiques et leurs applications.
Le CRM mène des recherches touchant l'analyse réelle et complexe, la physique mathématique et statistique ou encore les équations différentielles et les systèmes dynamiques. En chiffres, il compte dix laboratoires, regroupe 200 chercheurs affiliés de douze universités du Québec et de l'Ontario, en plus d'accueillir annuellement 1 500 chercheurs invités.
En plus de la recherche, le CRM offre des cours de cycles supérieurs et organise des activités thématiques d'envergure nationales et internationales. Le Bulletin du CRM est le journal hebdomadaire d'information qu'il publie en français et en anglais.
Le physicien et mathématicien Luc Vinet est directeur du CRM avec un mandat courant jusqu'en 2021.

#### Institut de recherche en biologie végétale (IRBV)
L'Institut de recherche en biologie végétale, créé en 1990, est situé sur le site du jardin botanique de Montréal. Issu d'une association entre l'Université de Montréal et la Ville de Montréal, l'IRBV a pour but la recherche et l'enseignement en biologie végétale.
En plus des chercheurs, professeurs et étudiants en sciences biologiques de l'Université de Montréal, l'IRBV collabore avec des botanistes de la Ville de Montréal. Ceux-ci se penchent principalement sur la recherche en biologie cellulaire et moléculaire (fonctionnement et développement des organismes végétaux et leurs cellules), en biodiversité et évolution ainsi qu'en écologie et aménagement des écosystèmes, plus particulièrement des milieux urbains et agro-forestiers.
L'IRBV s'est établi à la suite de la collaboration entre l'Université de Montréal et de la Ville de Montréal qui a débuté avec la fondation du jardin botanique de Montréal en 1931 par le frère Marie-Victorin. Celui-ci avait déjà mis en place l'Institut botanique de l'Université de Montréal en 1920, qui a d'ailleurs été transféré au jardin botanique en 1939.
Le Centre de la biodiversité a vu le jour en 2011 grâce à l'initiative de certains chercheurs de l'IRBV. Celui-ci se spécialise dans la conservation et l'information de collections biologiques et le public est invité à le visiter. Le centre a été financé pour la somme de quinze millions de dollars par le gouvernement québécois ainsi que la Fondation canadienne à l'innovation (FCI).

#### Station de biologie des Laurentides
La Station de biologie des Laurentides, située à Saint-Hippolyte, est un milieu protégé depuis 1963 contribuant à la formation de scientifiques qualifiés et de citoyens responsables, tout en permettant la tenue de recherches dans un environnement protégé. Il s'agit d'une infrastructure universitaire de recherche et d'enseignement relevant du département de Sciences biologiques, et de la Faculté des arts et des sciences de l'Université de Montréal.

#### Institut de recherche en immunologie et en cancérologie (IRIC)
L’Institut de recherche en immunologie et en cancérologie a été créé en 2003 pour élucider les mécanismes du cancer et accélérer la découverte de nouvelles thérapies plus efficaces contre cette maladie. L’IRIC occupe le pavillon Marcelle-Coutu et comprend 29 unités de recherche et 11 plateformes technologiques, dont la plus grande plateforme de chimie médicinale en milieu académique au pays. La particularité de cet institut de recherche est de combiner sous un même toit des activités de recherche fondamentale de premier plan, un programme de formation universitaire novateur, une équipe de valorisation et de commercialisation et des partenariats stratégiques avec le milieu bio-pharmaceutique et avec des centres cliniques.
Le biochimiste Michel Bouvier est le directeur général de l’IRIC.

#### Institut international de recherche en éthique biomédicale (IIREB)
L'Institut de recherche en éthique biomédicale de l'Université de Montréal participe à l'étude des répercussions déontologiques des applications biologiques où, comme pour les comités de bioéthique, son but est de maintenir une réflexion systématique sur les incertitudes, dilemmes et conflits éthiques soulevés par les progrès biomédicaux et technologiques.
Avec comme points d'ancrage le Laboratoire d'éthique médicale, de droit de la santé et de santé publique de la Faculté de médecine de Paris-Necker et le Centre de recherche en droit public (CRDP) de l'Université de Montréal, il vise la collaboration et la coopération internationale dans le domaine de la recherche en éthique biomédicale. L'IIREB exploite par ailleurs sa mission éducative par l'organisation de stages et de missions qui serviront aux jeunes chercheurs. Depuis sa création en 2001, l'Institut possède en outre à son actif la mise sur pied d'un système de réseautage international, à la fois interdisciplinaire et interinstitutionnel.

#### Calcul Québec
Calcul Québec est un regroupement universitaire fondé en 2011 par la fusion du Réseau québécois de calcul de haute performance (RQCHP) et du Consortium Laval UQAM McGill et Est du Québec (CLUMEQ).
L'objectif de Calcul Québec est d'offrir à ses membres une infrastructure de calcul informatique de pointe (CIP), ainsi qu'un service d'analyse et de formation en CIP. Il est un partenaire régional de Calcul Canada, fournissant ainsi un accès aux infrastructures de CIP partout au Canada. En contrepartie, des chercheurs d'autres universités canadiennes peuvent avoir accès aux ressources de Calcul Québec. L'infrastructure informatique de Calcul Québec comporte un ensemble de superordinateurs situés à l'Université de Montréal, à l'Université de Sherbrooke, à École de technologie supérieure et à l'Université Laval.

#### Centre interuniversitaire de recherche sur la science et la technologie (CIRST)
Créé en 1986, le Centre interuniversitaire de recherche sur la science et la technologie est localisé sur le campus de l'Université du Québec à Montréal (UQAM). Le CIRST est affilié à l'Université de Montréal, l'Université de Sherbrooke et l'UQAM, qui l'appuient financièrement avec la collaboration des Fonds québécois de recherche sur la société et la culture (FQRSC). Les recherches poursuivies au CIRST ont pour but l'avancement des connaissances de dimensions scientifiques et technologiques, leurs applications pour résoudre les problèmes de la société contemporaine et la formation de jeunes chercheurs.
Au Canada, le CIRST est le principal centre qui rassemble des experts dont les travaux proviennent de champs variés et de diverses institutions. L'histoire, la sociologie, la politique, les sciences économiques, la philosophie sont quelques-unes des disciplines des chercheurs du CIRST.
Depuis 1997, le CIRST accueille l'Observatoire des sciences et des technologies (OTS), une unité qui permet la cueillette de données et la publication des résultats dans L'observation S&T.

#### Centre de recherche sur les infrastructures en béton (CRIB)
L'Université de Montréal s'inscrit dans le CRIB par le biais de chercheurs de la Faculté des arts et des sciences. Ceux-ci dirigent des recherches avec leurs propres étudiants et collaborent avec d'autres équipes provenant des universités Concordia, McGill, Laval (à Québec), de Sherbrooke, Polytechnique Montréal et l'Université du Québec en Abitibi-Témiscamingue.
L'organisme fondé en 1982 est financé entièrement par le FQRNT (Fonds québécois de recherche - nature et technologies), qui se donne pour mission de soutenir financièrement et de promouvoir la recherche universitaire/collégiale. Le CRIB vise à offrir une formation spécialisée à la variété d'étudiants membres en les faisant travailler sur trois axes de recherche, soit l'amélioration de la durée de vie des nouvelles structures, l'optimisation de l'entretien et la réparation des structures existantes et le développement durable et les technologies innovantes. Leur travail veut estimer les coûts financiers, sociaux et environnementaux associés à la construction et à l'entretien des infrastructures en béton.
Le Centre de recherche sur les infrastructures en béton, CRIB, un centre de recherche qui travaille au développement de matériaux et d'outils innovateurs qui ont pour but d'assister à la prédiction et à l'amélioration de la durée de vie des ouvrages neufs ou devant être réparés. Le CRIB compte 200 membres dont 27 chercheurs dirigeants. Le CRIB jouit d'un rayonnement international.

#### Pôle de préparation aux pandémies de l’Est du Canada
L’Université de Montréal mène un consortium avec l'Université Laval et l'Université McGill pour mettre sur pied le Pôle de préparation aux pandémies de l'Est du Canada. Il s'agit d'un des cinq pôles créés au pays afin de préparer le Canada à affronter les futures pandémies et les autres crises de santé publique.

### Bibliothèques
L'Université de Montréal compte 14 bibliothèques : Aménagement, Campus de Laval, Droit, Hubert-Reeves, Kinésiologie, Lettres et sciences humaines (BLSH), Livres rares et collections spéciales (BLRCS), Marguerite-d'Youville, Mathématiques et informatique, Médecine vétérinaire, Musique, Parc, Santé et Thérèse-Gouin-Décarie. On répertorie également les centres de conservation Lionel-Groulx, dépôt Youville et 101, boul. Marcel-Laurin et des points de service à la Bibliothèque du Jardin botanique de Montréal et au Campus de l'UdeM à Brossard.
L'université compte aussi deux bibliothèques partenaires, soit les bibliothèques de HEC Montréal et de Polytechnique Montréal.

### Réseau universitaire intégré de santé et de services sociaux (RUISSS)
Les établissements de santé et de services sociaux affiliés à l'Université sont regroupés au sein du Réseau universitaire intégré de santé et de services sociaux de l'Université de Montréal (RUISSS de l'UdeM), lequel inclut aussi les facultés de médecine, médecine dentaire, pharmacie et sciences infirmières ainsi que l'École de santé publique. Les établissements qui en font partie sont : 
| Centres hospitaliers et instituts non fusionnés                          |
| ------------------------------------------------------------------------ |
| Centre hospitalier de l'Université de Montréal (CHUM)                    |
| Centre hospitalier universitaire Sainte-Justine (CHU Sainte-Justine)     |
| Institut national de psychiatrie légale Philippe-Pinel                   |
| Institut de cardiologie de Montréal (ICM)                                |
| Centres intégrés universitaires de santé et de services sociaux (CIUSSS) |
| CIUSSS du Centre-Sud-de-l'Île-de-Montréal                                |
| CIUSSS de l'Est-de-l'Île-de-Montréal                                     |
| CIUSSS du Nord-de-l'Île-de-Montréal                                      |
| CIUSSS de la Mauricie-et-du-Centre-du-Québec                             |
| CIUSSS du Saguenay—Lac-Saint-Jean                                        |
| Centres intégrés de santé et de services sociaux (CISSS)                 |
| CISSS de Laval                                                           |
| CISSS des Laurentides                                                    |
| CISSS de Lanaudière                                                      |
| CISSS de la Montérégie-Centre                                            |
| CISSS de la Montérégie-Est                                               |

## Campus et pavillons

### Campus de la montagne (principal)

#### Les pavillons

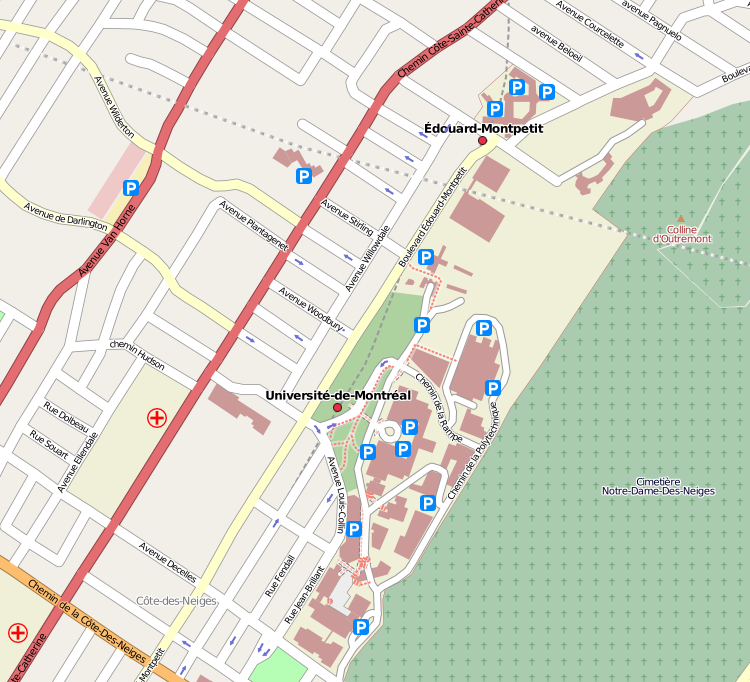
Plan du campus de la montagne.

Le campus principal de l'Université de Montréal, situé sur le flanc nord-ouest du mont Royal, est composé de plus de quarante pavillons :

#### Monuments et art public
On retrouve un total de 41 œuvres d'art publiques sur le campus principal de l'Université de Montréal, dont une vingtaine qui furent l'objet de donations,

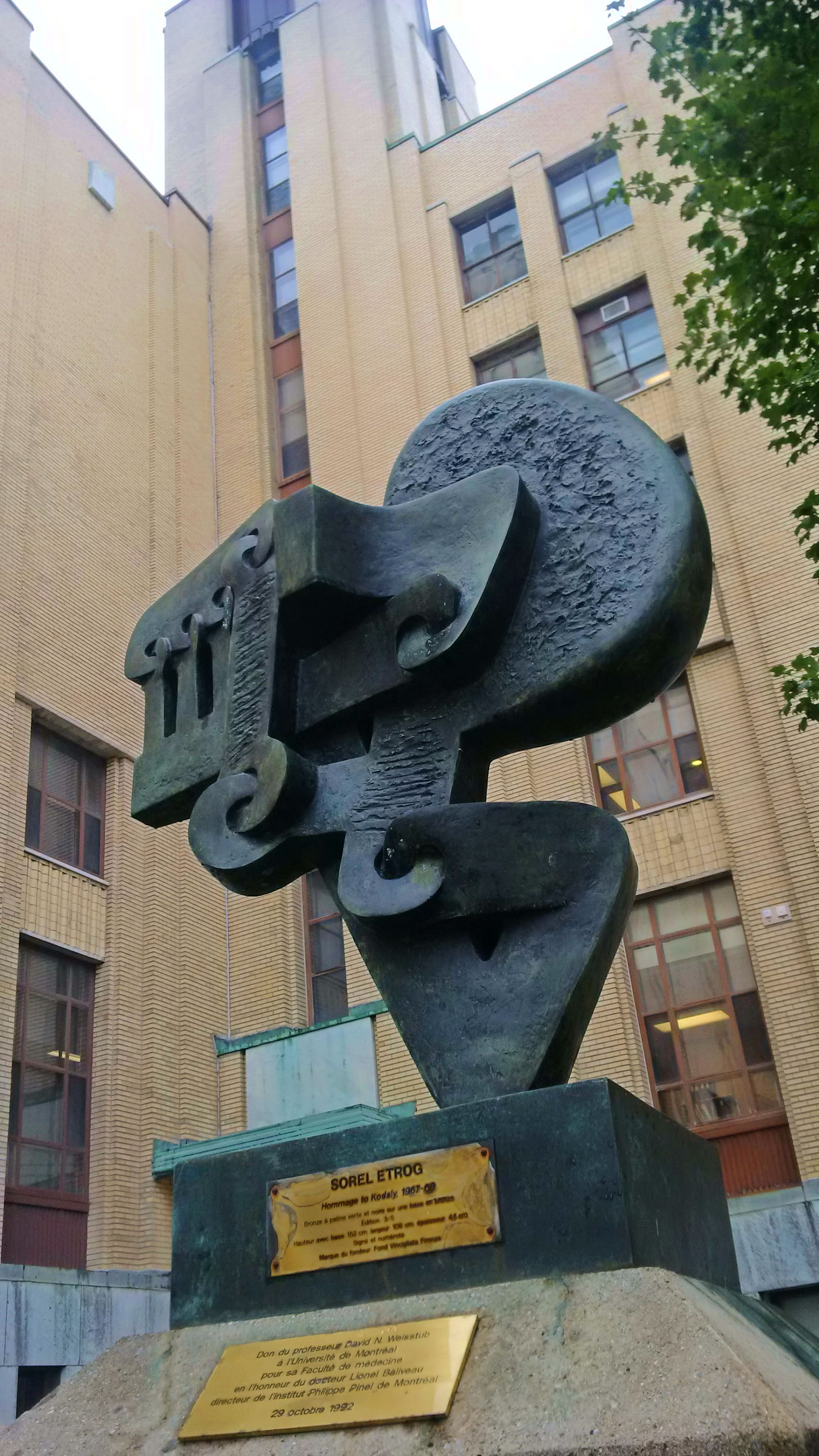
Sorel Etrog, Hommage à Kodaly, 1967-1968.
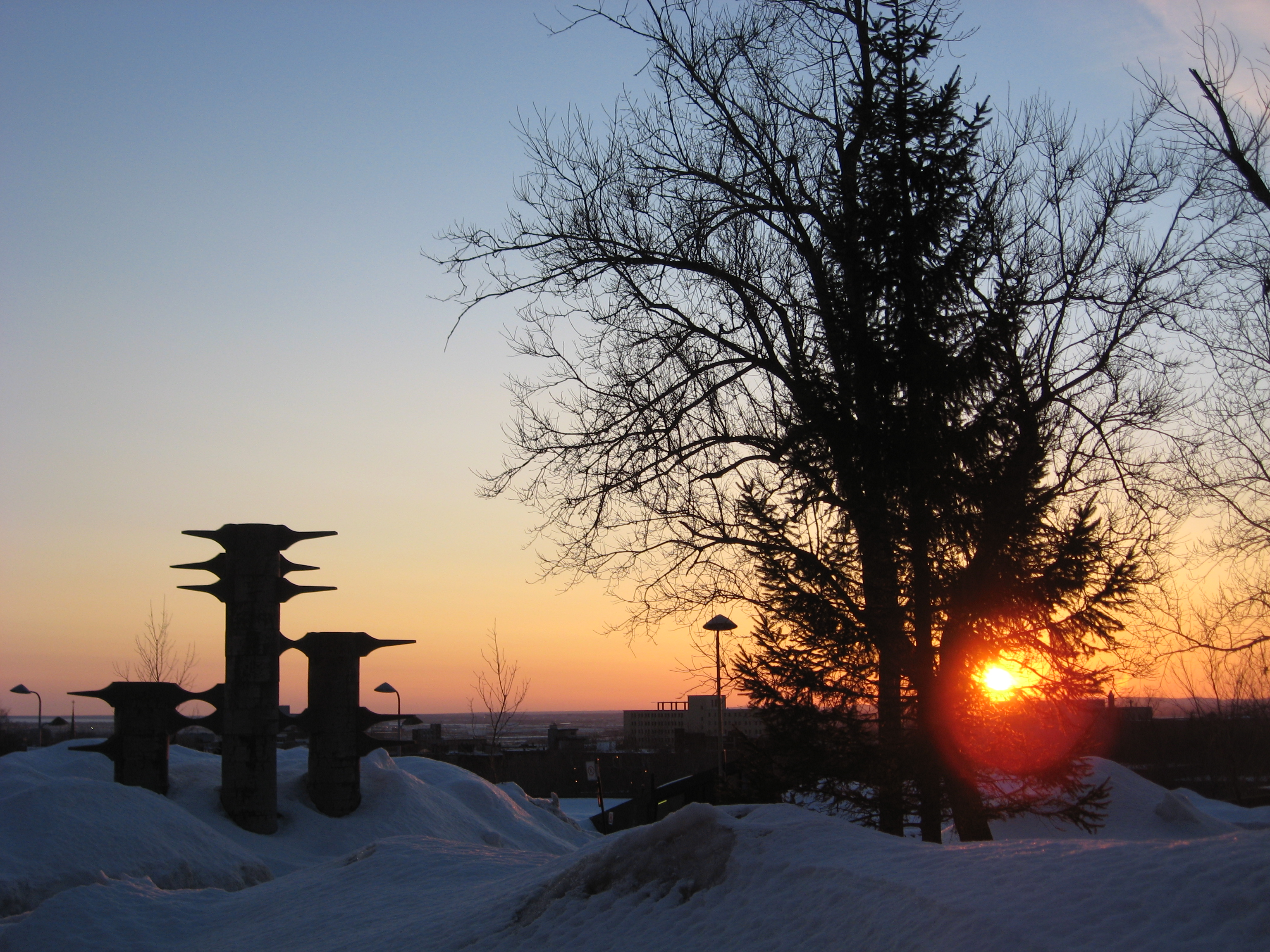
Œuvre sans titre, Robert Roussil, 1985[56].
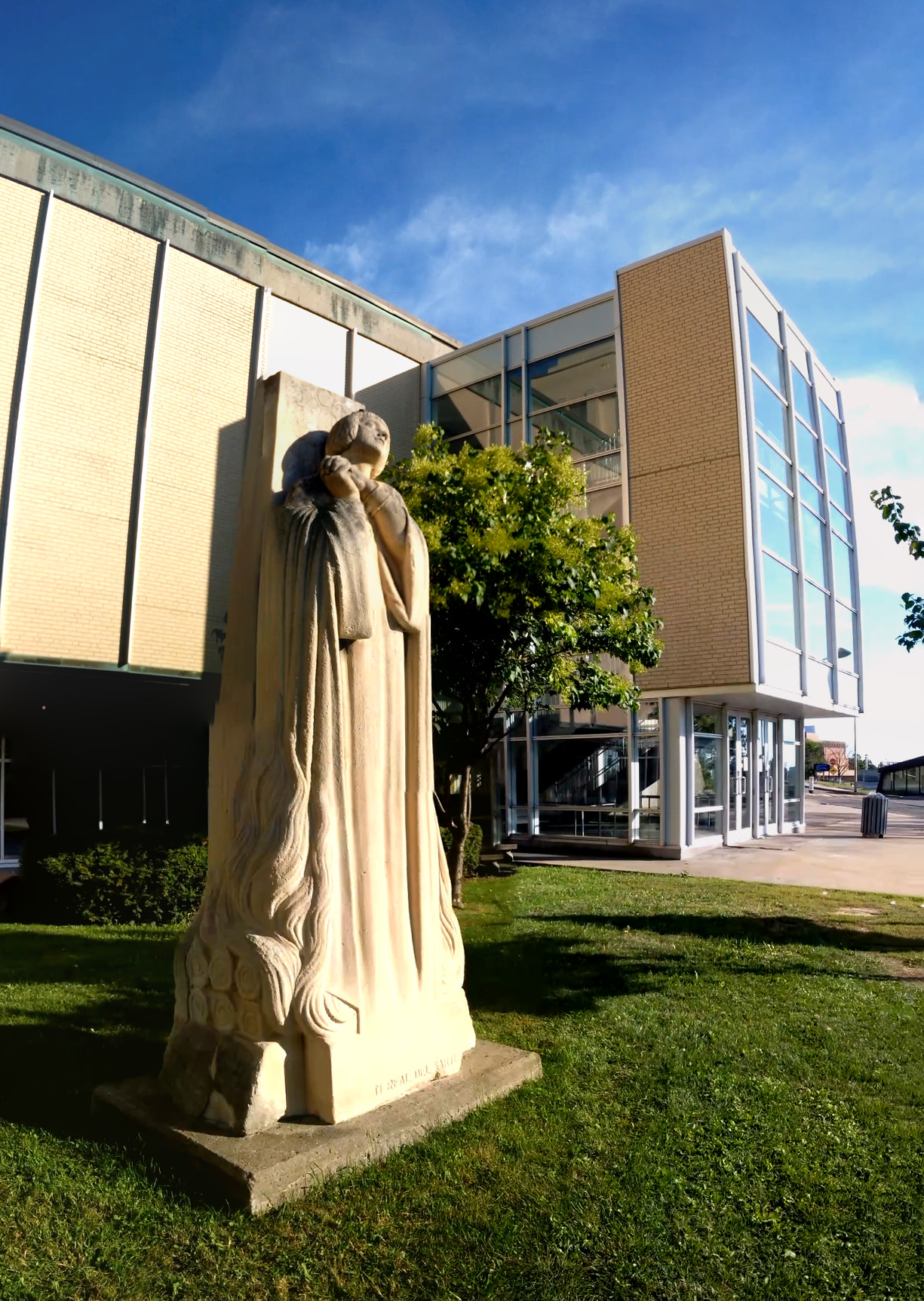
Jeanne au bûcher (Maxime Real del Sarte, 1944).

#### Espaces verts, places et jardins
Du fait de sa situation géographique sur le flanc du mont Royal, le campus de la montagne héberge plusieurs boisés exceptionnels, notamment une érablière à caryer et une érablière à chêne rouge, ainsi qu'un grand nombre d'espèces animales. Des recherches ont pu y dénombrer pas moins de 62 espèces d'insectes et 182 espèces d'oiseaux, certaines très communes (mésange à tête noire, merle d'Amérique), d'autres très rares (petit-duc maculé, pic à tête rouge). Le campus serait également l'un des seuls endroits au Québec où il serait possible d'observer des phasmes en milieu naturel.
Depuis 2007, des faucons pèlerins nichent chaque année au sommet du pavillon Roger-Gaudry.

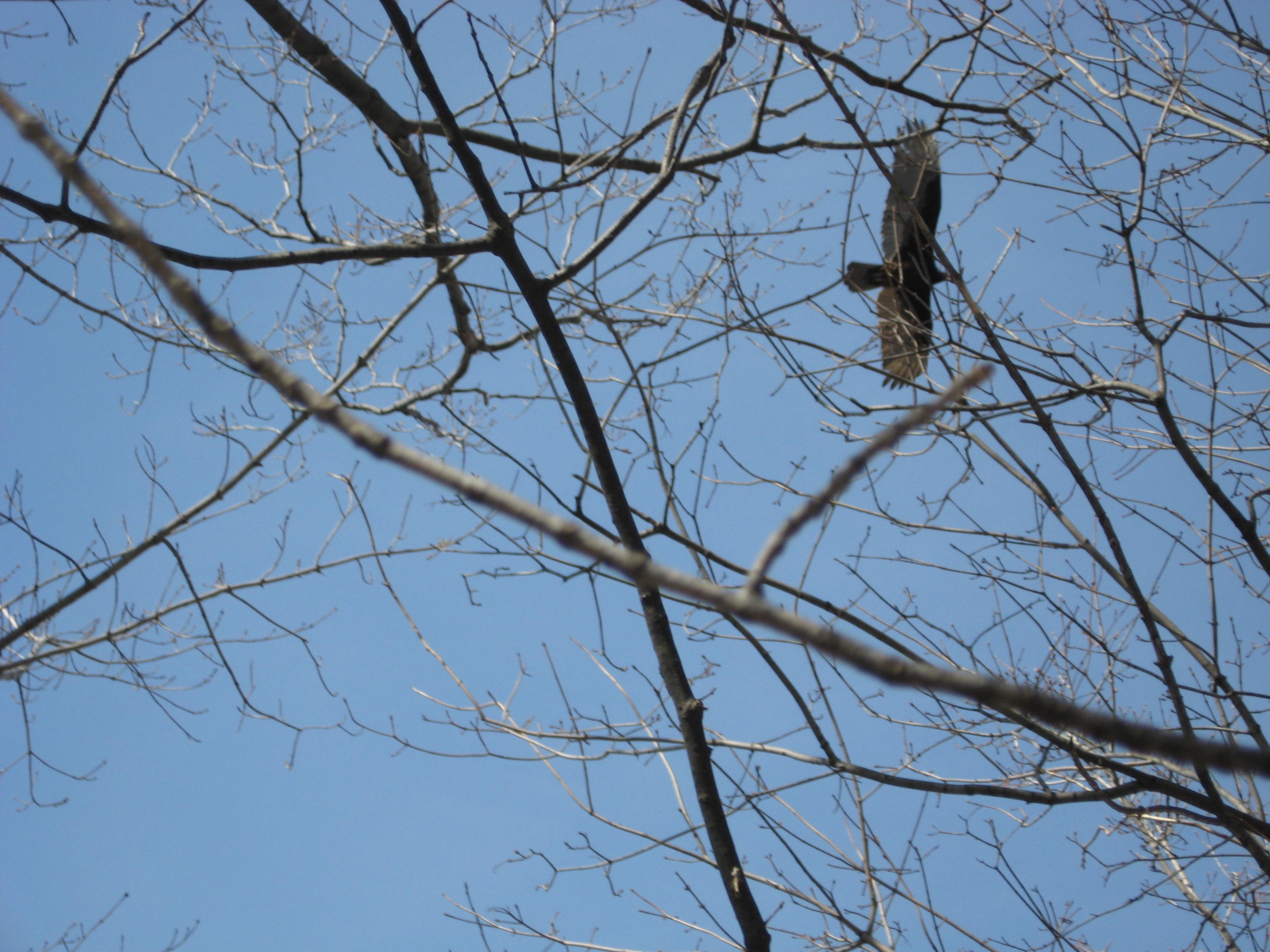
Un urubu à tête rouge survolant le campus.
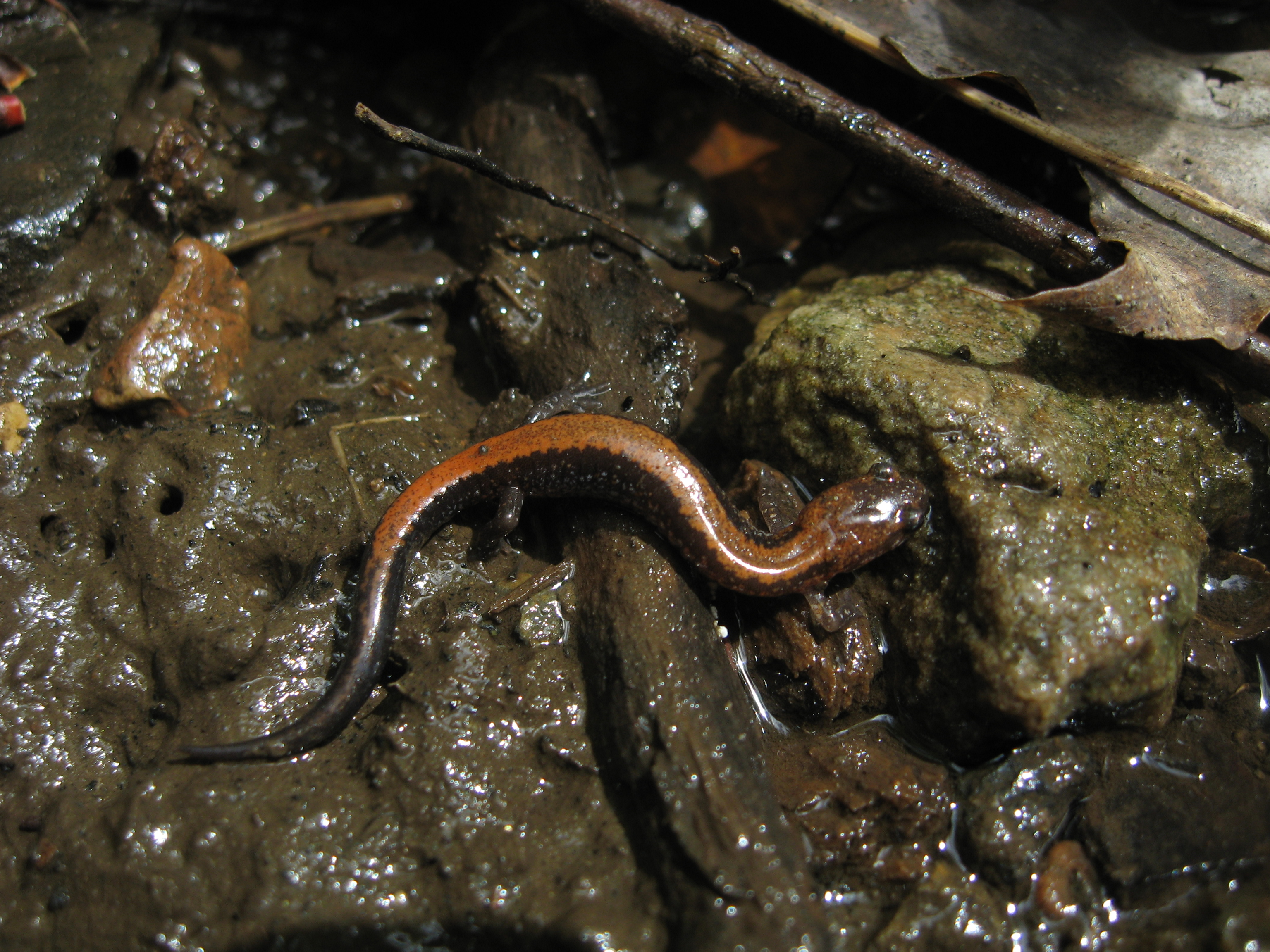
Salamandre cendrée, boisés de l'université.
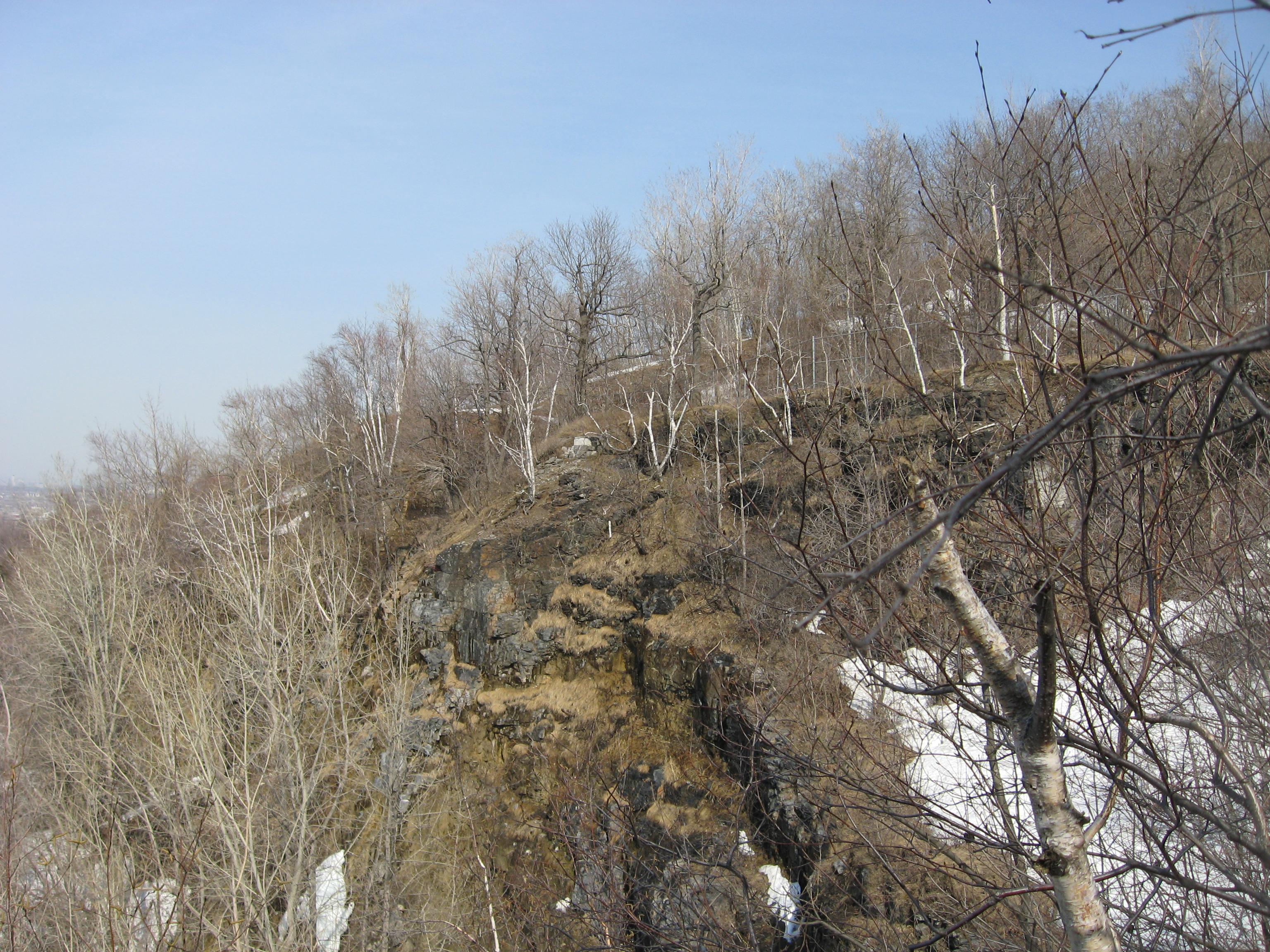
La forêt du sommet Outremont.
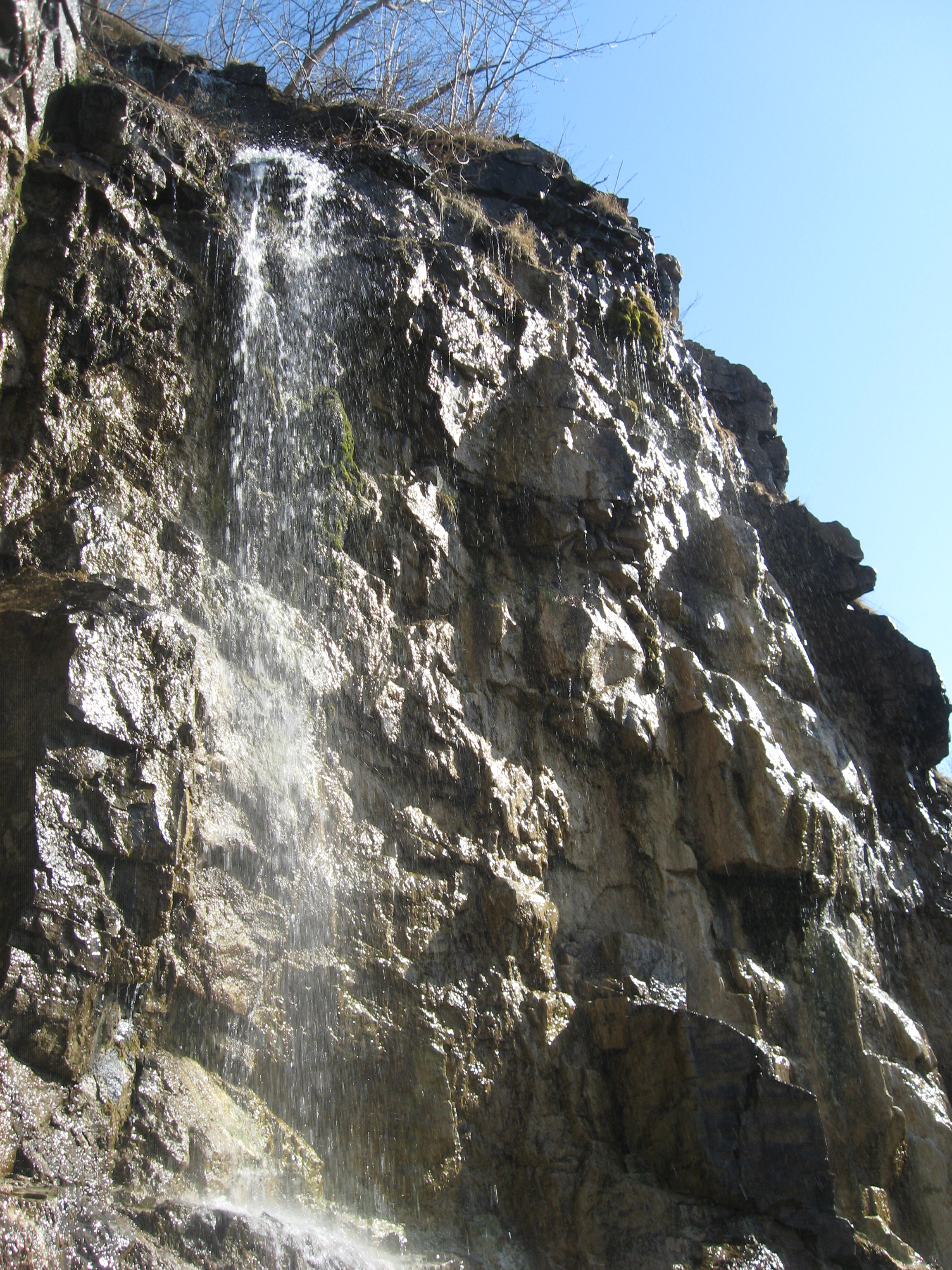
Les falaises et la chute printanière, derrière le CEPSUM.
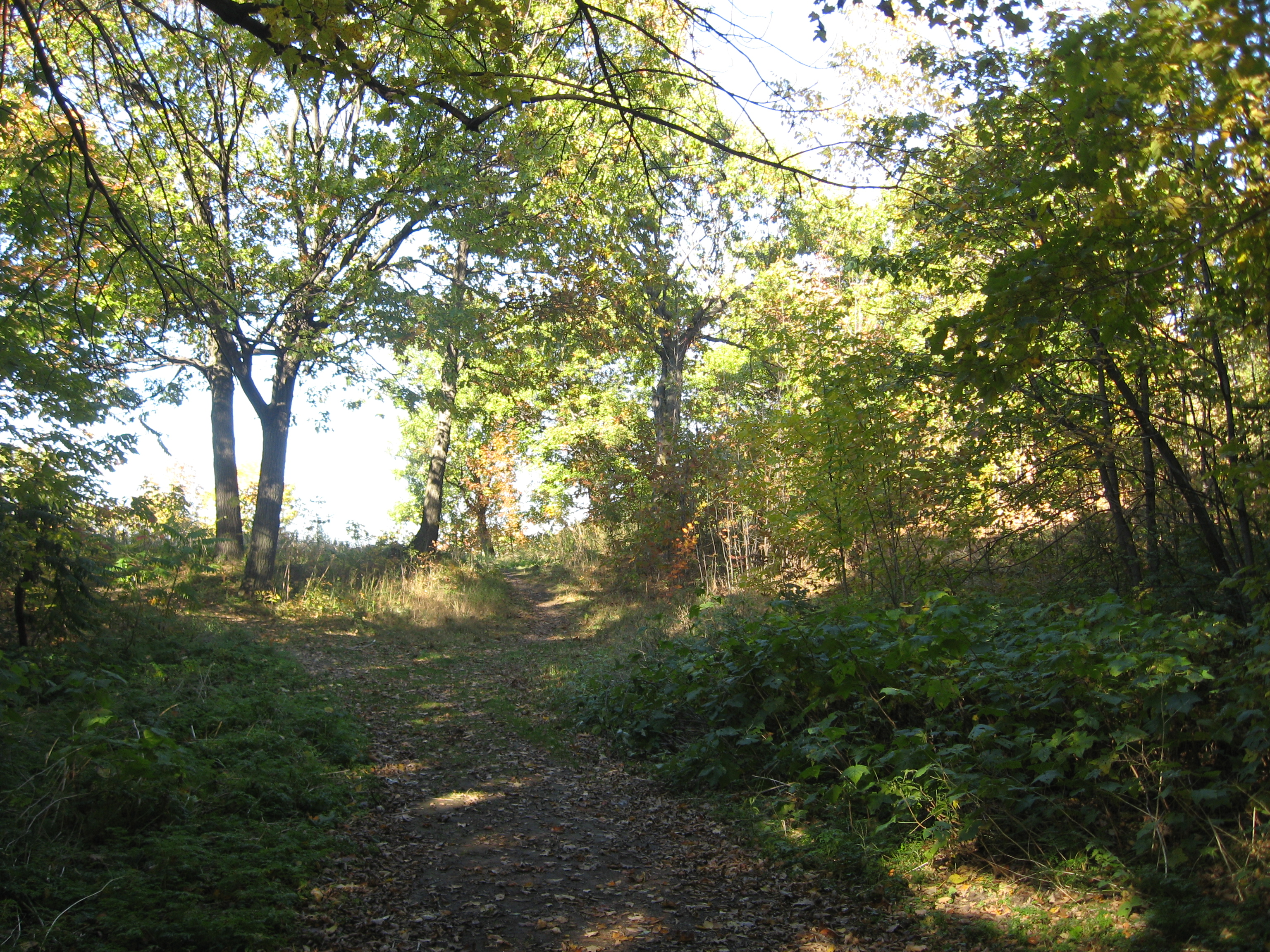
L'un des sentiers du boisé de l'Université de Montréal, avant l'aménagement du sommet Outremont par la ville de Montréal.

Depuis 2013, l'université compte huit jardins et potagers sur son campus. De plus, six ruches se trouvent désormais sur les toits de l'établissement, un projet d'agriculture urbaine piloté par UdeMiel qui a permis de récolter plus de 100 litres de miel en 2013.

### Campus MIL

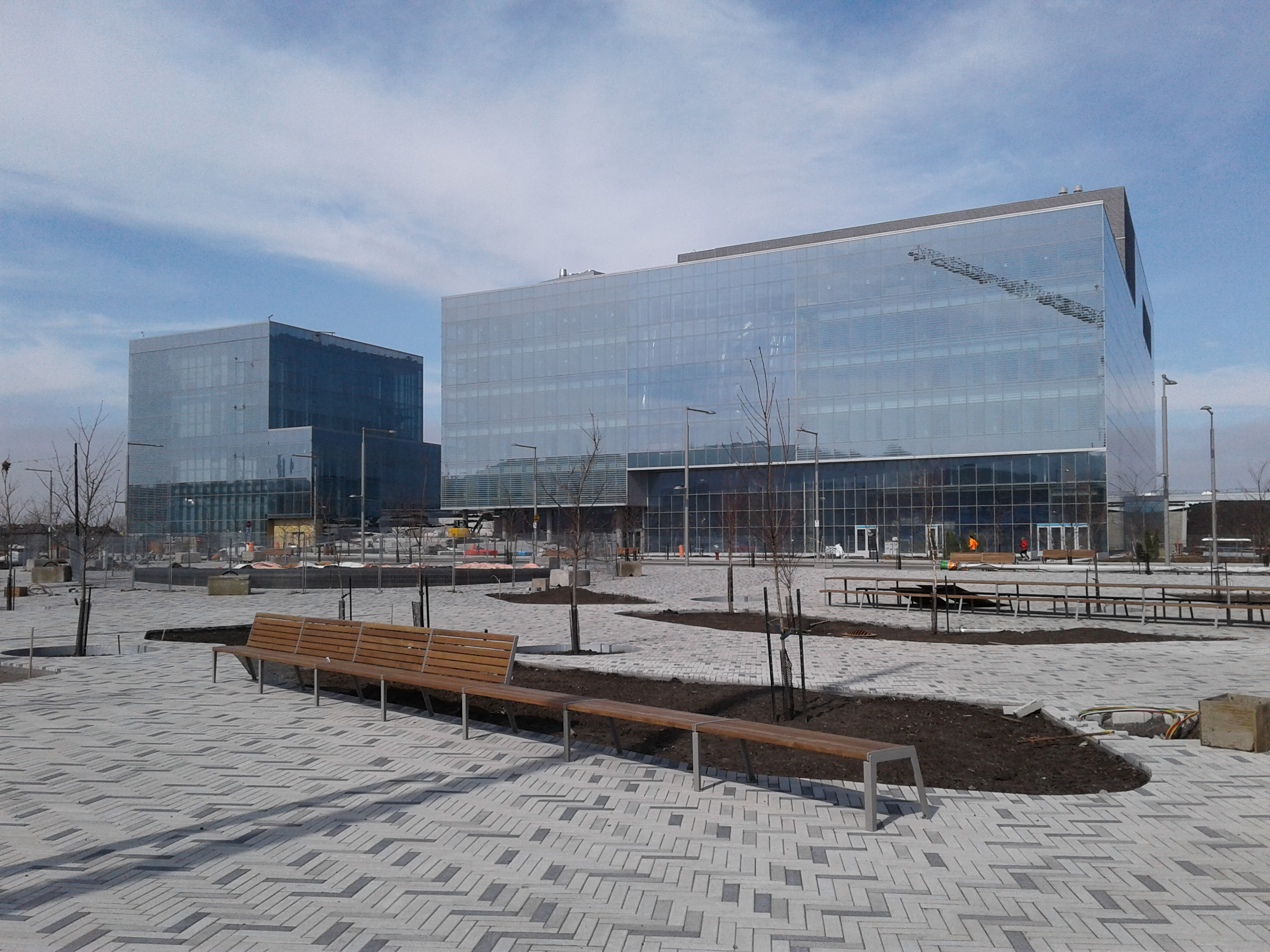
Complexe des sciences.

Le plan directeur des espaces de l'Université de Montréal prévoit la construction de nouveaux espaces institutionnels dans l'arrondissement montréalais d'Outremont. Ce nouveau campus, accessible par deux stations de métro (Outremont et Acadie grâce à une passerelle), sera composé notamment de salles d'enseignement, de recherche ainsi que de résidences étudiantes. Les lieux seront aménagés en accord avec l'écocertification LEED.
Le campus MIL (ainsi nommé pour Milieu) est en chantier depuis 2016. Au centre se trouve le Complexe des sciences, terminé en 2019.
Situé au campus des sciences de l'Université de Montréal, une voie piétonne est nommée au nom de Camille-Laurin, ancien directeur du département de psychiatrie de l'Université.
L’ouverture du campus MIL a généré une controverse et a attiré des critiques de la part de divers organismes communautaires de Parc-Extension, l'un des quartiers les plus pauvres de Montréal. À l'automne 2019, l'ouverture du campus a été interrompue par le Comité d'action de Parc-Extension (CAPE), afin de dénoncer la montée des évictions faites pour de laisser plus de place pour des locataires étudiants dans le quartier. Plus récemment, ces organismes ont affirmé que l'arrivée du campus a encouragé une hausse significative des évictions et des prix des loyers.
Des chercheurs de trois universités montréalaises, l'Université McGill, l'Université Concordia et l'Université du Québec à Montréal, ont mis en place le Projet de cartographie anti-éviction de Parc-Extension en 2019, en collaboration avec le CAPE. Un rapport documentant la gentrification de Parc-Extension a été publié en juin 2020 par le Projet de cartographie anti-éviction de Parc-Extension et le CAPE. Les auteurs concluent que le loyer moyen pour les offres d'appartement de deux chambres entre février et mai 2020 était presque le double des estimations faites par la Société canadienne d’hypothèque et de logement en octobre 2019,. Des organismes reprochent aussi à l'Université de Montréal d'avoir abandonné la construction de résidences étudiantes dans son projet de développement.

### 1420 Mont-Royal
En 2003, l'Université de Montréal acquiert pour 15 millions de dollars l'ancien couvent Mont-Jésus-Marie : le 1420, boulevard Mont-Royal. En 2007, l'Université de Montréal souhaite revendre le bâtiment, car sa rénovation initialement estimée à 35 M$ serait en réalité de 135 M$. Un rassemblement pour la sauvergarde du pavillon 1420 Mont-Royal est créé. En date du 21 avril 2012, le 1420 Mont-Royal appartenait toujours à l'Université, ceci étant dû à l'invalidation de sa vente à un promoteur privé (pour 28 M$),,,,,,. En avril 2015, l'Université de Montréal annonce la vente de l'immeuble sans préciser le nom de l'acheteur. La conversion de l'immeuble en environ 150 unités de luxueux condominiums est finalement réalisée par le promoteur Corev Immobilier.

### Incubateur J.-Armand-Bombardier
L'Incubateur J.-Armand Bombardier a été créé par l'Université de Montréal et l'École polytechnique de Montréal à la suite de la construction du pavillon du même nom pour répondre à un besoin de transfert technologique de l'université vers le marché. Initialement, l'Incubateur J. ‐Armand‐Bombardier visait à supporter le prédémarrage d'entreprises dans le domaine des techniques de pointe issues de l'Université de Montréal et de l'École polytechnique de Montréal. Depuis quelques années, il héberge également des entreprises travaillant avec ces institutions à la résolution de diverses problématiques industrielles.
L'incubateur J.‐Armand‐Bombardier, dont les activités ont commencé à l'automne 2004, offre un environnement qui permet notamment de promouvoir la collaboration entre les industries et les chercheurs universitaires tout en gratifiant l'entreprenariat québécois. Il contribue ainsi à l'émergence et à la croissance d'entreprises technologiques innovantes en leur donnant accès à des locaux destinés à des activités de R&D aménagés à l'intérieur d'un complexe de recherche de près de 1000 m2 à proximité d'équipes de chercheurs chevronnés et d'un parc d'équipements de recherche à la fine pointe de la technologie.
Depuis sa création, l'Incubateur a hébergé une quinzaine d'entreprises technologiques, principalement dans le domaine biomédical (Angiotech, Siegfried, Haemacure), dans le domaine des polymères/traitement de surfaces (Novaplasma), en optique/photonique (Photon etc.), ainsi qu'en sécurité informatique (ESET).

### Autres campus et sites satellites
- Campus de Lanaudière
- Campus de Laval
- Campus de Brossard
- Campus de la Mauricie
- Campus de Saint-Hyacinthe
- Observatoire du Mont-Mégantic (OMM)

## Personnalités liées à l'université

### Professeurs
- François-Albert Angers, professeur émérite d'économie à HEC Montréal
- Denyse Baillargeon, professeure émérite du département d'histoire
- Thierry Bardini, sociologue français, professeur associé au département de communication
- Yoshua Bengio, chercheur en intelligence artificielle et professeur au département d'informatique et de recherche opérationnelle
- Frédéric Bérard, juriste et docteur en droit constitutionnel
- Raoul Blanchard, géographe français, médaille d'or du CNRS et fondateur de l'institut de géographie à l'Université de Montréal
- Michel Bouvier,  biochimiste et professeur en médecine moléculaire
- Gilles Brassard, cryptologue, professeur au département d'informatique et de recherche opérationnelle
- Michel Brunet, professeur émérite d'histoire
- André H. Caron, professeur émérite pour les services exceptionnels rendus à l’université
- Pierre-Joseph-Olivier Chauveau, homme politique, avocat, écrivain et professeur québécois; le 1er premier ministre du Québec
- Monique C. Cormier, terminologue, professeure au département de linguistique et de traduction, lauréate du prix Georges-Émile-Lapalme 2009 et du prix Acfas André-Laurendeau 2020
- Pierre Dansereau, écologiste reconnu pour ses recherches sur les écosystèmes
- Vianney Décarie, professeur de philosophie
- Alain Deneault, professeur de philosophie
- Guy Durand, théologien et juriste québécois, spécialisé en éthique; professeur émérite
- David Feuerwerker, professeur en sociologie et d’histoire (études juives)
- Michael Florian  professeur, spécialiste des problèmes de transport
- Guy Frégault, professeur d'histoire et haut fonctionnaire de la Révolution tranquille
- Lise Gauvin, professeure au département des littératures de langue française
- Mamoudou Gazibo, professeur titulaire au département de science politique
- Thérèse Gouin Décarie, professeure de psychologie
- Jacques Grand’Maison, professeur émérite de théologie et de sociologie
- Jean Grondin, professeur de philosophie
- Lionel Groulx, professeur d'histoire et titulaire de la chaire d’histoire du Canada
- Jacques Henripin, professeur émérite de démographie
- Julie Hlavacek-Larrondo, professeur d'astrophysique
- Gilles Houle, professeur en sociologie, spécialisé en sociologie du Québec et en épistémologie principalement
- Peter Jacobs, architecte paysagiste, professeur émérite à l'École d'urbanisme et d'architecture du paysage
- Maryvonne Kendergi, professeur émérite à la Faculté de musique
- Maurice L'Abbé, mathématicien, professeur émérite et vice-recteur à la recherche de l'Université de Montréal
- Benoît Lacroix, professeur émérite à la Faculté de philosophie
- David Lafrenière, professeur d'astrophysique
- Jean Larose, écrivain, professeur au département des littératures de langue française
- Camille Laurin, professeur de psychiatrie
- Denis Lazure, professeur de psychiatrie
- Gilles R. Lefebvre, professeur de linguistique
- Joanne Liu, professeure à la Faculté de médecine
- Sonia Lupien, professeure de neurosciences, Faculté de médecine
- Gilles Marcotte, professeur au département des littératures de langue française
- David Morse, professeur, chercheur et biologiste canadien
- Frère Marie-Victorin, professeur de botanique
- Jean-Claude Marsan, professeur d'architecture et d'urbanisme
- Brian Massumi, philosophe, professeur au département de communication
- Claude Montmarquette, professeur émérite de sciences économiques
- Jacques-Yvan Morin, professeur émérite de droit
- Cécile Van de Velde, sociologue et professeure au département de sociologie
- Laurent Mottron, psychiatre, linguiste, professeur de neurosciences cognitives de l'autisme au département de psychiatrie
- Thomas Mulcair, avocat, professeur invité en développement durable au département de science politique
- Thérèse Paquet-Sévigny, professeure de sciences politiques
- Jacques Parizeau, professeur d'économie à HEC Montréal
- Philippe Poullaouec-Gonidec, professeur émérite à l’École d’urbanisme et d’architecture de paysage
- André Prévost (compositeur), professeur de composition à la Faculté de musique
- Guy Rocher, professeur émérite en sociologie et professeur émérite de la Faculté de droit
- Maurice Séguin, professeur émérite d'histoire
- Hans Selye, professeur émérite de médecine, fondateur de l'Institut de médecine et de chirurgie expérimentale
- Livia Thür, professeure de sciences économiques
- Rodrigue Tremblay, professeur de sciences économiques
- Pierre Eliott Trudeau, professeur de droit
- Daniel Turp, professeur de droit
- Marie-Joëlle Zahar, professeure de science politique.
- Yvette Mollen, professeure d'innu, département de linguistique et de traduction.

### Étudiants
L'Ordre du mérite est remis annuellement pour souligner la réussite de certains anciens diplômés.

#### Diplômés
Prix Nobel
- Roger Guillemin[80], prix Nobel de médecine (1977)

Premier ministre du Québec
- Jean-Jacques Bertrand, premier ministre du Québec (1968–1970)
- Robert Bourassa[80], premier ministre du Québec (1970-1976 et 1985-1994)
- Philippe Couillard, premier ministre du Québec (2014-2018)
- Lomer Gouin, premier ministre du Québec (1905–1920)
- Daniel Johnson (père), premier ministre du Québec (1966–1968)
- Daniel Johnson (fils), premier ministre du Québec (1994)
- Pierre-Marc Johnson, premier ministre du Québec (1985)
- Bernard Landry, premier ministre du Québec (2001–2003)
- Pauline Marois[80], première femme première ministre du Québec (2012-2014)
- Jacques Parizeau[80], premier ministre du Québec (1994–1996)

Juges à la Cour suprême du Canada
- Louise Arbour[80], juge à la Cour suprême du Canada (1999-2004), haute-commissaire à l'ONU pour les droits de l'Homme (2004-2008), présidente-directrice-générale à l'International Crisis Group (2009-2014)
- Michel Bastarache, juge à la Cour suprême du Canada (1997-2008)
- Antonio Lamer, juge en chef du Canada (1990–2000)

Prix littéraires du Gouverneur général
- Antonine Maillet[80], romancière et dramaturge

Médaillés olympiques
- Anne Montminy, athlète olympique (médailles en plongeon, 2000), avocate

Autres
- Denys Arcand[80], cinéaste
- Carlos Alvarado Larroucau, écrivain francophone d'Argentine
- Hubert Aquin[80], écrivain et cinéaste
- Gaétan Barrette, médecin et homme politique
- Yves Beauchemin, écrivain
- Ahmed Benbitour (1984), économiste, sénateur d'Algérie, ancien premier ministre de l'Algérie
- Mathieu Bock-Côté, philosophe et chroniqueur
- André Boisclair (1986-1988), homme politique, député de Pointe-aux-Trembles (2006-2008) et chef du Parti québécois (2005-2007)
- Yves Boisvert[80], journaliste
- Jean Boivin, baccalauréat spécialisé en sciences économiques de l’Université de Montréal  en 1995[81]. Sous-gouverneur de la Banque du Canada[82] puis  directeur général du Black Rock investment Institute[83].
- Luc Brisson, philosophe spécialiste de l'Antiquité et médaillé du CNRS
- Émile Coderre, écrivain (1893-1970)
- Denis Coderre, ministre fédéral (2002-2003), président du Conseil privé de la Reine pour le Canada (2003-2004) et maire de Montréal (2013-2017)
- Jean Coutu[80], pharmacien et homme d'affaires
- Doris Daou, astronome libano-américaine
- Aziz Daouda, entraîneur d'athlétisme, ancien directeur technique de la Fédération royale marocaine d'athlétisme, directeur technique de la Confédération africaine d'athlétisme
- Vianney Décarie, philosophe membre de la Société royale du Canada et lauréat d'une bourse Guggenheim
- Julie Demers, écrivaine et critique de cinéma
- Marie Deschamps, juge à la Cour suprême du Canada (2002–2012)
- Louis-André Dorion, philosophe spécialiste de l'Antiquité
- Maurice Duplessis, premier ministre du Québec (1936–1939 et 1944–1959)
- Fatima El Faquir, ancienne championne d'Afrique, présidente de la région Afrique du Nord de la Confédération africaine d'athlétisme
- Brahim Fassi Fihri, président fondateur de l'Institut Amadeus
- Dédé Fortin, chanteur
- Armand Frappier, médecin, fondateur et directeur de l'Institut de microbiologie et d'hygiène de Montréal (1938-1974)
- Louise Fréchette, diplomate, ambassadrice du Canada à l'ONU (1992-1994) et vice-secrétaire générale de l'ONU (1998-2006)
- Amélie Fortin, pianiste du Duo Fortin-Poirier [84]
- Jeanne d'Arc Gaudet, universitaire et militante
- Yvon Gauthier, philosophe
- Claude Gauvreau, écrivain
- Paul Gérin-Lajoie[80], premier ministre de l'Éducation du Québec
- Ian Goodfellow, scientifique en intelligence artificielle et inventeur des réseaux antagonistes génératifs
- Morris Goodman[80], pharmacien et cofondateur de Pharmascience[85]
- Richard Goulet, philosophe médaillé du CNRS
- Jean Grondin, philosophe
- Michel Jean, journaliste et écrivain
- Michaëlle Jean, ex-gouverneure générale du Canada et ex-secrétaire générale de l'Organisation internationale de la francophonie
- Jean-Baptiste Jeangène Vilmer, philosophe et juriste
- Garihanna Jean-Louis (en), humoriste, écrivaine et actrice
- Webe Kadima, scientifique américaine d'origine burundaise
- Grace Kodindo, obstétricienne tchadienne
- Bernard Lamarre, ancien président-directeur général de Lavalin
- Blanche Lamontagne-Beauregard, première poétesse du Québec (1911-1943)
- Fabienne Larouche[80], scénariste
- Benoît Lemaire, philosophe et abbé
- Corinne Le Quéré, présidente du Haut Conseil pour le climat
- Joanne Liu[80], médecin pédiatre et ex-présidente de Médecins sans frontières
- André Lussier, professeur émérite et pionnier de la rhumatologie clinique et scientifique du Canada
- Georges-Émile Lapalme, chef du Parti libéral du Québec (1950–1958)
- Pierre Lassonde (Polytechnique Montréal), fondateur et président de Newmont Mining
- Charles Mallory (1990), économiste et directeur de Santé Canada
- Guillaume Martineau, musicien
- Herbert Marx, ancien ministre de la Justice sous Robert Bourassa.
- Henri Massé, syndicaliste, président de la FTQ (1998-2007)
- Claude Meunier, comédien
- Mobutu Nzanga, homme politique congolais, fils de Mobutu Sese Seko, ancien président du Zaïre
- Marc Ouellet, cardinal
- Michel Paillé, démographe, spécialiste de la question linguistique
- Pierre Péladeau[80], éditeur, homme d'affaires et fondateur de Québecor
- Pierre-Karl Péladeau, président-directeur général de Québecor
- Pierre Perrault, cinéaste
- Valérie Plante, mairesse de Montréal (en fonction depuis le 16 novembre 2017)
- Marie-Christine Poirier, pianiste du Duo Fortin-Poirier [84]
- Diane Régimbald, poétesse
- Hubert Reeves[80], astrophysicien, écrivain, vulgarisateur scientifique
- Yves Rosconi, pharmacien et homme d'affaires[86]
- Paul Sauvé, premier ministre du Québec (1959–1960)
- David Saint-Jacques, astronaute de l'Agence spatiale canadienne
- Yves Sirois, physicien au CERN
- Lucille Teasdale[80], médecin
- Benoît Theveny, vidéaste web et entrepreneur français
- Nancy Thomas, auteure québécoise
- Jean-Claude Turcotte, cardinal
- Pierre Elliott Trudeau[80], premier ministre du Canada (1968–1979 et 1980–1984)
- Jean-Marc Vallée, réalisateur et scénariste
- Thierry Vandal, président d'Hydro-Québec
- Zviane, scénariste et dessinatrice de bande dessinée
- Ségolène Vandevelde, archéologue
- Yvette Mollen, enseignante, linguiste, traductrice, conférencière,  récipiendaire du prix Gérard-Morisset

#### Non diplômés
- Justin Trudeau (Polytechnique Montréal), premier ministre du Canada (en fonction depuis le 4 novembre 2015)

## Vie étudiante

### Associations étudiantes
La Fédération des associations étudiantes du campus de l'Université de Montréal (FAÉCUM) est la principale association étudiante de l'Université de Montréal. Elle représente plus de 40 000 étudiants par le biais de ses 83 associations membres. La FAÉCUM organise de nombreuses activités afin de stimuler la vie étudiante, notamment les activités d'accueil, le spectacle de la rentrée et le traditionnel « Party du 2e étage ».
Les activités organisées par la Fédération des Associations Étudiantes du campus de l'Université de Montréal sont relayées sur leur page Facebook. La participation des parents-étudiants y est encouragée et certaines de ces activités sont même admissibles aux Bourses de soutien à l'implication des parents-étudiants. Une multitude de bourses, subventions et prix sont également offertes dans un but d'encourager la participation et l'implication des membres de la communauté étudiante. Des prix sont notamment offerts pour récompenser l'implication étudiante des femmes.

### Équipes sportives

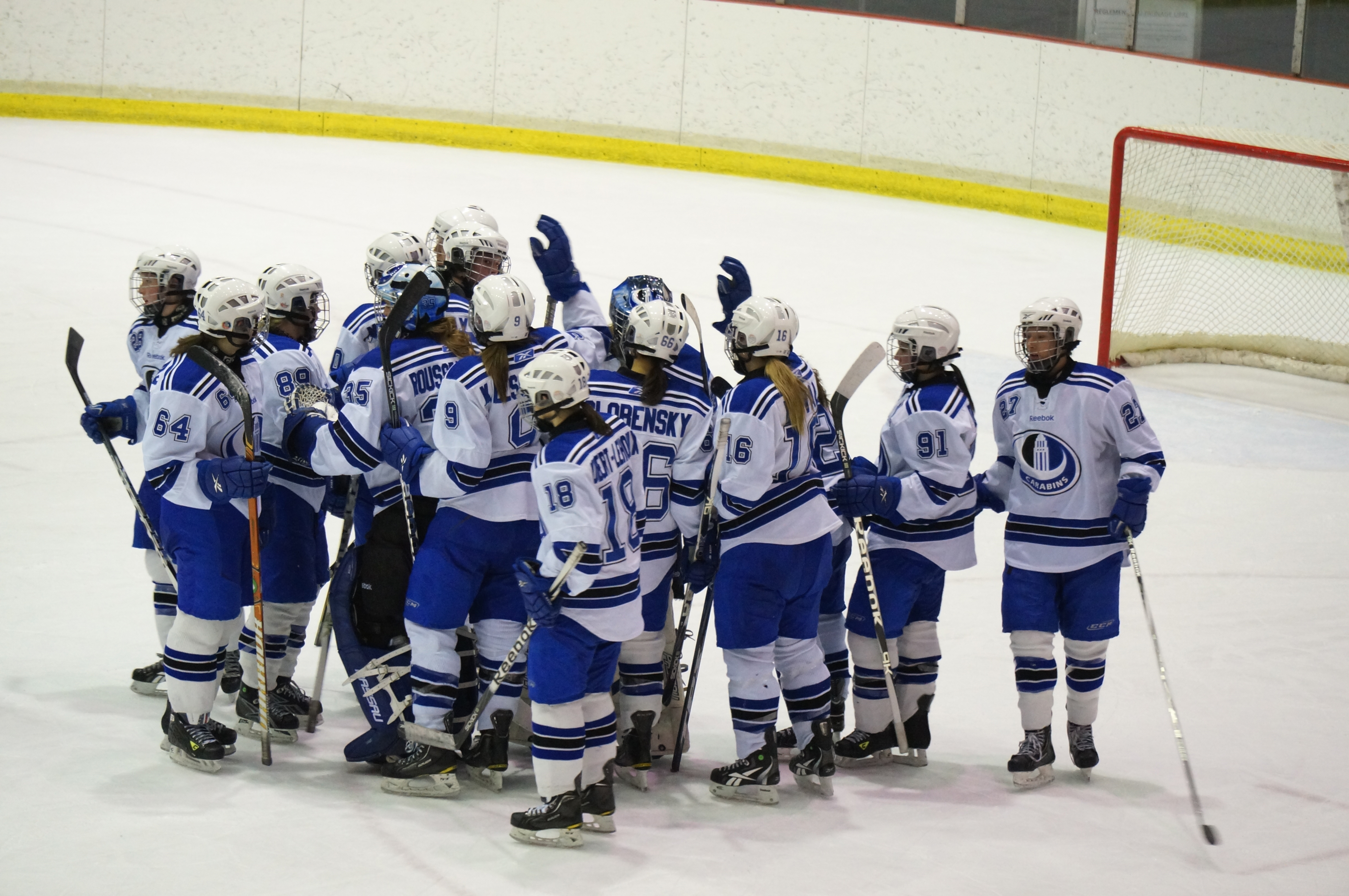
Les couleurs des différentes équipes des Carabins sont le bleu et le blanc.

L'ensemble des équipes sportives de l'Université de Montréal se nomment les « Carabins »
.
L'Université de Montréal est représentée par ses équipes sportives dans les domaines suivants : badminton, football canadien, golf, natation, ski alpin, soccer masculin, soccer féminin, tennis, volley-ball féminin, volley-ball masculin, hockey sur glace féminin, cheerleading, rugby féminin ainsi que rugby masculin.

### Médias
L'Université de Montréal publie un hebdomadaire d'information institutionnelle et de vulgarisation scientifique, le journal Forum, distribué dans tous les pavillons et disponible sur le site Internet.
Le principal journal étudiant de l'université est le Quartier libre. On y retrouve également une vingtaine de journaux étudiants liés à diverses formations.
L'université héberge également une radio étudiante, CISM-FM 89,3, la radio universitaire officielle.

### Maison internationale
Fondée en 2000, la Maison internationale de l'Université de Montréal est un secteur des Services aux étudiants qui se charge d'informer et d'orienter les étudiants quant aux programmes d'échanges, aux séjours de recherche et aux stages à l'étranger.
Située au troisième étage du pavillon J.-A.-DeSève, la Maison internationale contient un centre de documentation où il est possible de consulter de l'information pour préparer un séjour à l'étranger : types d'ententes et établissements participants, aide financière, cours de langues, préparatifs pré-départs, évaluation de séjour d'anciens participants, etc..
Les principales activités de la Maison internationale sont les rencontres d'information, des kiosques d'information sur le campus, des rencontres organisées avec divers départements, écoles et facultés, l'organisation de la Semaine internationale et le concours de photographie organisé pour les anciens participants.

### Fraternités et sororités
Nu Delta Mu est une sororité créée en 2011 qui se trouve sur le campus de l'Université de Montréal. Elle compte également des membres à Polytechnique, à HEC Montréal et à l'Université McGill. Il s'agit d'une des deux sororités, avec Zeta Lambda Zeta, reconnues officiellement par l'UdeM.
Sigma Thêta Pi (en), une petite fraternité internationale, a des bureaux sur le campus principal de l'UdeM et compte des membres à Supinfo Montréal ainsi qu'à l'HEC Montréal. Il s'agit de la seule organisation à lettres grecques (fraternités et sororités) reconnue officiellement par l'UdeM.
La fraternité Mu Omicron Zeta, créée en 1992 et communément appelée « MOZ », est une fraternité locale basée à l'Université Concordia et qui possède quelques membres à l'UdeM comme à l'Université McGill.